# Myxobolus muelleri
Myxobolus muelleri is een microscopische parasiet uit de familie Myxobolidae. Myxobolus muelleri werd in 1882 beschreven door Bütschli. 